# Aitor González
Aitor González Jiménez (Zumarraga, 27 febbraio 1975) è un ex ciclista su strada spagnolo.
Professionista dal 1998 al 2005, vincitore della Vuelta a España 2002.

## Carriera
Passato professionista nel 1998 con la Avianca-Telecom; si mette in evidenza, per la prima volta, al Tour de France 2001. All'8ª tappa entra nella fuga a 14 che guadagna 35'54" sul gruppo; sul traguardo di Pontarlier è superato allo sprint dal solo Erik Dekker, risalendo così al decimo posto della classifica generale. Tuttavia si ritira nel corso della 10ª tappa.
Nel 2002 ottiene i risultati più prestigiosi della carriera. Dopo aver vinto due tappe ed aver concluso al 6º posto il Giro d'Italia prende il via della Vuelta a España con i gradi di seconda punta, nella Kelme, alle spalle di Óscar Sevilla. Il compagno conquista la maglia di leader al termine della 6ª tappa ma Gonzalez, vincendo la cronometro di Cordova, quattro giorni dopo (ed essendosi già imposto anche nell'8º frazione), si porta a solo 1" in classifica. Nella decisiva 15ª tappa, con arrivo sull'Angliru, Gonzalez fa corsa a sé all'inseguimento del vincitore di giornata, nonché nuovo leader, Roberto Heras, confermandosi al secondo posto della classifica, mentre Sevilla perde terreno. Si arriva così al via dell'ultima tappa, una cronometro di 41,2 km che si conclude allo stadio Santiago Bernabeu, con Heras in vantaggio di 1'08". Gonzalez domina la cronometro infliggendo ben 3'22" al rivale: conquista così il primato in classifica (senza mai vestire la maglia durante tutta la corsa) e va a vincere la Vuelta davanti a Heras e Joseba Beloki.
Nel 2003 è passato all'italiana Fassa Bortolo, facendo sue, nel biennio seguente, un'altra tappa al Giro d'Italia nel 2003 e una al Tour de France 2004. Dal 2005 al 2006 ha corso per la squadra basca Euskaltel-Euskadi, vincendo il Giro di Svizzera 2005.
Nel 2006 è stato sospeso per due anni (fino al settembre 2007) per uso di sostanze proibite. Nello stesso anno si è ritirato dall'attività.
Il 25 ottobre 2016 viene arrestato dalla Polizia spagnola per una presunta partecipazione a un furto in un negozio di telefonia mobile di Alicante.

## Palmarès
- 2000 (Kelme, due vittorie)

2ª tappa Volta ao Algarve
3ª tappa Tour du Limousin
- 2001 (Kelme, due vittorie)

Classifica generale Vuelta a Murcia
4ª tappa, 2ª semitappa Vuelta a Murcia (Murcia, cronometro)
- 2002 (Kelme, sei vittorie)

8ª tappa Giro d'Italia (Capannori > Orvieto)
19ª tappa Giro d'Italia (Cambiago > Monticello Brianza, cronometro)
8ª tappa Vuelta a España (Malaga > Ubrique)
10ª tappa Vuelta a España (Cordova > Cordova, cronometro)
21ª tappa Vuelta a España (Parque Warner Madrid > Stadio Santiago Bernabéu (Madrid), cronometro)
Classifica generale Vuelta a España
- 2003 (Fassa Bortolo, due vittorie)

15ª tappa Giro d'Italia (Merano > Bolzano, cronometro)
Giro della Provincia di Reggio Calabria
- 2004 (Fassa Bortolo, una vittoria)

14ª tappa Tour de France (Carcassonne > Nîmes)
- 2005 (Euskaltel, due vittorie)

9ª tappa Tour de Suisse (Ulrichen > Ulrichen)
Classifica generale Tour de Suisse

### Altri successi
- 2000 (Kelme)

Classifica giovani Tour du Limousin
- 2001 (Kelme)

Classifica a punti Vuelta a Murcia

## Piazzamenti

### Grandi Giri
- Giro d'Italia

2002: 6º
2003: 19º
2005: ritirato (14ª tappa)
- Tour de France

2001: ritirato (10ª tappa)
2003: ritirato (8ª tappa)
2004: 45º
- Vuelta a España

2002: vincitore
2003: ritirato (14ª tappa)
2004: ritirato (18ª tappa)
2005: ritirato (17ª tappa)

### Classiche monumento
- Milano-Sanremo

2001: 9º

### Competizioni mondiali
- Campionati del mondo

Zolder 2002 - Cronometro Elite: 7º